# Portugalia na Letnich Igrzyskach Olimpijskich 1996
Portugalię na Letnich Igrzyskach Olimpijskich 1996 reprezentowało 107 zawodników: 83 mężczyzn i 24 kobiety. Był to 19 start reprezentacji Portugalii na letnich igrzyskach olimpijskich.

## Zdobyte medale
| Medal | Zawodnik                 | Dyscyplina    | Konkurencja            | Rezultat |
| ----- | ------------------------ | ------------- | ---------------------- | -------- |
| Złoto | Fernanda Ribeiro         | Lekkoatletyka | beg na 10 000 m kobiet | 31:01,63 |
| Brąz  | Hugo Rocha, Nuno Barreto | Żeglarstwo    | klasa 470 mężczyzn     | 62 pkt   |

## Skład kadry

### Gimnastyka
Kobiety
- Diana Teixeira

wielobój indywidualnie – 66. miejsce,
ćwiczenia wolne – 86. miejsce,
skok przez konia – 55. miejsce,
ćwiczenia na poręczach – 66. miejsce,
ćwiczenia na równoważni – 81. miejsce,

### Judo
Kobiety
- Filipa Cavalleri – waga do 56 kg – 16. miejsce,

Mężczyźni
- Pedro Caravana – waga do 60 kg – 21. miejsce,
- Michel de Almeida – waga do 65 kg – 9. miejsce,
- Guilherme Bentes – waga do 71 kg – 17. miejsce,
- Pedro Soares – waga do 95 kg – 9. miejsce,

### Jeździectwo
- Miguel Leal – skoki przez przeszkody indywidualnie – 58. miejsce,
- António Vozone – skoki przez przeszkody indywidualnie – 68. miejsce,

### Kajakarstwo
Kobiety
- Florence Fernandes – kajakarstwo górskie K-1 – 22. miejsce,

Mężczyźni
- José Garcia

K-1 500 m – odpadł w repesażach,
K-1 1000 m – odpadł w półfinale,
- Rui Fernandes, Joaquim Queiróz

K-2 500 m – odpadli w półfinale,
K-2 1000 m – odpadli w półfinale,
- Silvestre Pereira

C-1 500 m – odpadł w półfinale,
C-1 1000 m – odpadł w półfinale,
- Aníbal Fernandes – kajakarstwo górskie K-1 – 30. miejsce,

### Kolarstwo szosowe
Kobiety
- Ana Barros – jazda indywidualna na czas – 23. miejsce,

Mężczyźni
- Orlando Rodrigues – wyścig ze startu wspólnego – 39. miejsce,
- Pedro Lopes – wyścig ze startu wspólnego – 48. miejsce,
- Nuno Marta – wyścig ze startu wspólnego – 78. miejsce,
- Cândido Barbosa – wyścig ze startu wspólnego – 112. miejsce,
- José Azevedo – wyścig ze startu wspólnego – 114. miejsce,

### Lekkoatletyka
Kobiety
- Lucrécia Jardim

bieg na 100 m – odpadła w półfinale,
bieg na 200 m – odpadła w półfinale,
- Eduarda Coelho – bieg na 800 m – odpadła w eliminacjach,
- Carla Sacramento – bieg na 1500 m – 6. miejsce,
- Ana Dias – bieg na 5000 m – odpadła w półfinale,
- Fernanda Ribeiro – bieg na 10 000 m – 1. miejsce,
- Conceição Ferreira – bieg na 10 000 m – odpadła w eliminacjach,
- Manuela Machado – maraton – 7. miejsce,
- Albertina Dias – maraton – 27. miejsce,
- Albertina Machado – maraton – 47. miejsce,
- Susana Feitor – chód na 10 km – 13. miejsce,
- Teresa Machado

pchnięcie kulą – 23. miejsce,
rzut dyskiem – 10. miejsce,
Mężczyźni
- Luís Cunha – bieg na 100 m – odpadł w eliminacjach,
- António Abrantes – bieg na 800 m – odpadł w eliminacjach,
- Luís Feiteira – bieg na 1500 m – odpadł w półfinale,
- Luís Jesus – bieg na 1500 m – odpadł w eliminacjach,
- António Travassos – bieg na 1500 m – odpadł w eliminacjach,
- José Ramos – bieg na 5000 m – odpadł w półfinale,
- Luís Jesus – bieg na 5000 m – odpadł w eliminacjach,
- Alfredo Brás – bieg na 10 000 m – odpadł w eliminacjach,
- Carlos Patrício – bieg na 10 000 m – odpadł w eliminacjach,
- Paulo Guerra – bieg na 10 000 m – nie ukończył biegu eliminacyjnego,
- António Pinto – maraton – 14. miejsce,
- Domingos Castro – maraton – 25. miejsce,
- Manuel Matias – maraton – 46. miejsce,
- Carlos Silva – bieg na 400 m przez płotki – odpadł w eliminacjach,
- Eduardo Henriques – bieg na 3000 m z przeszkodami – odpadł w eliminacjach,
- Vítor Almeida – bieg na 3000 m z przeszkodami – odpadł w eliminacjach,
- José Urbano – chód na 20 km – 31. miejsce,
- José Magalhães – chód na 50 km – 36. miejsce,
- Nuno Fernandes – skok o tyczce – 18. miejsce,
- Carlos Calado

skok w dal – 24. miejsce,
trójskok – 19. miejsce,

### Łucznictwo
Mężczyźni
- Nuno Pombo – indywidualnie – 58. miejsce,

### Pięciobój nowoczesny
Mężczyźni
- Manuel Barroso – indywidualnie – 19. miejsce,

### Piłka nożna
Mężczyźni
- Paulo Costinha, Daniel Kenedy, Rui Bento, Emílio Peixe, Roberto Severo, Luis Andrade, José Dominguez, Capucho, Paulo Alves, Afonso Martins, Rui Jorge, Nuno Santo, Luis Vidigal, Nuno Gomes, Hugo Porfírio, Daniel Carvalho, José Calado, Carlos de Oliveira Magalhães, Nuno Afonso – 4. miejsce,

### Pływanie
Kobiety
- Ana Alegria

200 m stylem dowolnym – 29. miejsce,
400 m stylem dowolnym – 37. miejsce,
- Maria Santos – 100 m stylem grzbietowym – 22. miejsce,
- Petra Chaves

200 m stylem grzbietowym – 26. miejsce,
200 m stylem zmiennym – 33. miejsce,
- Joana Soutinho – 100 m stylem klasycznym – 34. miejsce,
- Ana Francisco

100 m stylem motylkowym – 26. miejsce,
200 m stylem motylkowym – 22. miejsce,
- Ana Alegria, Ana Francisco, Maria Santos, Joana Soutinho – sztafeta 4 x 100 m stylem zmiennym – 21. miejsce,

Mężczyźni
- Paulo Trindade – 50 m stylem dowolnym – 40. miejsce,
- Pedro Ferreira – 1500 m stylem dowolnym – 31. miejsce,
- Nuno Laurentino

100 m stylem grzbietowym – 30. miejsce,
200 m stylem grzbietowym – 29. miejsce,
- José Couto – 200 m stylem klasycznym – 19. miejsce,
- Diogo Madeira – 200 m stylem motylkowym – 25. miejsce,
- Miguel Cabrita, José Couto, Nuno Laurentino, Miguel Machado – sztafeta 4 × 100 m stylem zmiennym – odpadli w eliminacjach (dyskwalifikacja),

### Podnoszenie ciężarów
Mężczyźni
- Nuno Alves – waga do 59 kg – 14. miejsce,

### Siatkówka plażowa
Mężczyźni
- Miguel Maia, João Brenha – 4. miejsce,

### Strzelectwo
Kobiety
- Sara Antunes

karabin pneumatyczny – 47. miejsce,
karabin małokalibrowy trzy pozycje 50 m – 29. miejsce,
- Carla Cristina Ribeiro

karabin pneumatyczny – 48. miejsce,
karabin małokalibrowy trzy pozycje 50 m – 32. miejsce,
Mężczyźni
- Manuel da Silva – trap – 7. miejsce,
- João Rebelo – trap – 13. miejsce,

### Szermierka
Mężczyźni
- Nuno Frazão – szpada indywidualnie – 39. miejsce,

### Tenis ziemny
Mężczyźni
- Emanuel Couto, Bernardo Mota – gra podwójna – 17. miejsce,

### Wioślarstwo
Mężczyźni
- Samuel Aguiar, João Fernandes, Henrique Baixinho, Manuel Fernandes – czwórka bez sternika wagi lekkiej – 15. miejsce,

### Zapasy
Mężczyźni
- David Maia – styl klasyczny waga do 57 kg – 18. miejsce,

### Żeglarstwo
- Catarina Fagundes – windsurfing kobiety – 21. miejsce,
- Joana Pratas – klasa Europa – 25. miejsce,
- João Rodrigues – windsurfing mężczyźni – 7. miejsce,
- Vasco Batista – Finn – 22. miejsce,
- Hugo Rocha, Nuno Barreto – klasa 470 mężczyźni – 3. miejsce
- Vasco Serpa – klasa Laser – 7. miejsce,
- Diogo Cayolla, Miguel Costa – klasa Star – 21. miejsce,